# 雪境迷途遇仙踪
《雪境迷途遇仙踪》是由Lump of Sugar制作，并在2021年5月28日發售的戀愛冒險類型成人遊戲。本作发售当日，电子游戏代理商HIKARI FIELD宣布代理本作，并于2022年2月4日在Steam平台發售全年齡中文版。
本作拥有多条剧情分支路线，每条路线皆有一系列预先设定的场景和人物互动，其主要聚焦于玩家角色高乃巧斗跟女主角们之间。故事的设定为人与神佛鬼怪生活于两个不同的世界——“御原”和“两耶岛”。居住在御原的巧斗与妹妹椎凪遇见了来自两耶岛的少女士御芦花，并遭遇神隐事件——他们跟随她来到了两耶岛，不得不寻找返回御原的方法。
《雪境迷途遇仙踪》是Lump of Sugar第一部将故事发生的时间设定在冬季的作品，创作团队前往川越市和佐原老街以获得作中街道相关图片的创作素材。游戏发售后登上了各大销量排行榜，媒体评论员对作品普遍给出了正面评价。

## 系統
（若无特别说明）

《雪境迷途遇仙踪》的游玩界面，图中游戏的女主角稻白美琴正在跟玩家角色高乃巧斗进行对话

《雪境迷途遇仙蹤》是成人戀愛冒險遊戲。玩家所扮演的是本作的主角高乃巧斗。基本上玩家在遊玩的時候都需閱覽屏幕上所顯示的文本和聆聽遊戲發出的聲音，用以了解故事情節和人物之間的對話。文字和聲音會與人物拼合圖和背景一同出现，用以表示巧斗在跟誰對話。玩家會在故事中遇見代替背景和人物拼合圖的计算机图形。本作角色之間的關係亦帶有一定性意味。有關場景包括口交、乳交。
本作拥有多條剧情分支路线，允许玩家在游戏过程中保存或加载游戏进度、查看对话历史记录。玩家在某些預設的段落中須選擇行為選項，對話框的下一段文本在做出選擇前並不能夠顯示。玩家做出的選擇會影響之後的劇情路線，從而閱讀到存於不同路線的劇情，進入不同路線的结局，這需要玩家反覆載入選項頁面並選擇不同的選項。玩家通過任一角色的分支路線後，遊戲將向玩家开放欣赏计算机图形、背景图片和背景音乐的功能。

## 情节

### 设定
在雪境迷途遇仙踪的世界观中，人类间传说的神、妖怪、鬼等合称为神佛鬼怪（日语：カミガミ）。他们会因为人的关注而获得实体，亦可能因为人类的遗忘而消失。人类对某一具体的神佛鬼怪持有的感情色彩发生变动，也会使对应神佛鬼怪的存在产生交替。交替的方式可能是两个世代的神佛鬼怪共存，力量逐渐转移；也可能是暂时抹除自身的存在而后转生，此时神佛鬼怪会失去转生前的记忆。
起初，人与神佛鬼怪共存于一个世界，后来由于二者的矛盾日益加剧，神佛鬼怪借助伊邪那岐和伊邪那美的力量让世界一分为二，他们与人类就此分居于两个世界——前者称为“两耶岛”，后者称为“御原”。两个世界的地理布局与物理法则基本相同，神佛鬼怪亦拥有人类的物品，过着人类的生活，但他们并无人类的寿命概念。有时，人类会从御原来到两耶岛，这种现象被称为“神隐”。

### 故事
男主角高乃巧斗自幼父母下落不明，他和妹妹椎凪在御原的淡原市一神社被收养，两耶岛与他们家所对应房子的住户是九尾狐士御母女。故事开始于巧斗高中三年级那年的冬天，此时养父母外出旅游庆祝结婚纪念日，留下兄妹二人在家。一天傍晚，巧斗和妹妹听到自家的落地镜前有声响，他走到镜子前，发现镜子里是一个女孩的形象。在他与那个女孩同时向镜子伸出手后，镜面产生扭曲，女孩来到了这个世界，她自称士御芦花，没说几句便表示自己的母亲正在叫她回去，说着便向镜子冲去。高乃兄妹试图抱住芦花，反而随着她一起来到了两耶岛。起初他们看着与自己家一模一样的士御家，浑然不知自己来到了另一个世界；直到巧斗送芦花去她母亲的店铺后，在回去的路上遇到了因幡之白兔稻白美琴，他才知道自己和妹妹成为了“神隐之人”。
第二天，决定暂住士御家的高乃兄妹在芦花母亲楠叶的指引下，拜访经营茶屋的付丧神首领九十九千代，试图获得返回御原的方法。九十九千代告诉他们返回御原需要满足四个条件：自身回归御原的强烈渴望、来到之前进入两耶岛的通道、血缘结成的路标和足以连接两个世界的能量。兄妹发现这四个条件中，足以连接两个世界的能量只有月读和须佐之男能够提供，但二者现在均下落不明。此时一旁的稻白美琴表示，自己亦具有月读的身份，不过只有等到月圆之夜才有足够的能量，而下一次月圆的时间在一个月后。高乃兄妹只好耐心等待一个月，期间他们得知须佐之男现在的形态是一只狗，为神社的天狗巫女鞍马忧架所饲养。
到了下一次月圆之夜，众人来到了士御家与另一个世界所对应落地镜的前面，但高乃兄妹尝试了许多次，也无法回到御原。他们只好在第二天去拜访须佐之男——他的法术联通两个世界并没有九十九千代所说的那么多限制，但他们如此离开后，将再也无法来到两耶岛。须佐之男一开始并不同意帮助高乃兄妹，后来让步说通过试炼即可，椎凪在得知题目前抢先给须佐之男洗澡，歪打正着通过了试炼。须佐之男在那面落地镜前发动法术，联通两个世界后，镜子里浮现出刚刚回到家的巧斗养父母。但此时高乃兄妹已经对一个月来在两耶岛认识的神佛鬼怪产生了感情，巧斗更是想起了美琴的推测：“你们的亲生父母或许就在两耶岛，因此我无法帮助你们返回御原”。巧斗养父看出了巧斗的犹豫，鼓励他完成未竟的想法。根据玩家做出的选项，游戏此后将进入不同角色的分支路线。

## 角色
（若无特别说明）

### 主要角色
高乃巧斗
本作男主角，伊邪那岐转世。故事开始前努力兼职，为父母提供了一部分旅游资金。
高乃椎凪
巧斗的亲妹妹，伊邪那美转世，与哥哥巧斗一同进入了两耶岛，虽然任性但亦有沉稳的一面。在她的个人线路中，椎凪听从美琴的推测与巧斗在打工的茶屋询问顾客，翻阅档案寻找亲生父母的线索，但一无所获。不久两耶岛出现了与御原合并为一个世界的迹象，兄妹急忙寻找伊邪那岐和伊邪那美的下落，最后得知二人便是他们的转世。得知自己的真实身份后二人召唤出天沼矛，维持两个世界的分离状态，并获得了在两个世界之间任意穿梭的能力。此后，二人在御原以日本神话研究学者的身份活动。
稻白美琴
因人类“因幡之白兔”信仰诞生的神明，此后因为其常与月神月读混淆亦承载了它的信仰。人类对因幡之白兔的关注低于月读，稻白美琴对自己的月读身份又持否定态度，因此她过了几百年无法被其他神佛鬼怪看见的生活。直到知晓因幡之白兔传说的高乃巧斗来到两耶岛，看到了在自动贩卖机前捡东西的她。随后美琴带着巧斗来到公园，向他解释了现在的状况。
在她的个人线路中，美琴在两人相恋后突然被大风刮走，须佐之男送高乃椎凪回御原调查因幡之白兔的信仰情况，和鞍马忧架协助巧斗寻回了她。巧斗使用自己体内的神力将美琴所具有的“因幡之白兔”信仰剥离，使她只承载月神一种信仰。二人就此组成家庭，因幡之白兔转世成了他们的女儿之一。
士御芦花
因人类九尾狐传说发生变动诞生的妖怪，与母亲楠叶互为相邻世代的九尾狐，故事开始时来到御原，导致高乃兄妹穿越到两耶岛，此后听从母亲的安排照顾高乃兄妹，并开始承担家务活。在她的个人线路中，她开始称呼巧斗为父亲，但在目睹巧斗搀扶自己母亲后发现了自己对他的爱意。随着芦花不断的成长，楠叶慢慢变得虚弱，最终在九尾狐世代交替的仪式上，楠叶交给了芦花自己所有的神力，在芦花眼前慢慢消失。芦花无法接受这个事实而失控，巧斗使用自己体内的神力让芦花冷静下来，通过让她向母亲输送神力推迟了九尾狐世代交替的时间。此后巧斗训练芦花如何压制自己的能力，和她一同寻找她与她母亲共存的方法。
九十九千代
在两耶岛与御原淡原市对应的地区经营茶馆的老板娘，作为付丧神概念的集合而存在，自身没有对应的器物。在千代的个人线路中，已经和巧斗相恋的她听信了美琴关于高乃兄妹亲生父母的推测，使用操纵任意物品的能力搜集信息。这样的举动引发了当地居民的质疑，他们认为千代很可能把自己的隐私泄露给巧斗。面对质疑，巧斗和千代不得不听从须佐之男的提议，将千代变成了她所经营茶馆的付丧神，她此后永远无法离开该茶馆。

### 其他角色
士御楠叶
因人类九尾狐传说诞生的妖怪，与女儿芦花互为相邻世代的九尾狐。在高乃兄妹来到两耶岛之前，她溺爱着自己的女儿芦花；在高乃兄妹到来后，她让芦花照顾好他们以培养她自立。
须佐之男（聲：一条和矢）
两耶岛具有强大神力的土地神，但不知为何变成了一只狗。

## 主題曲
- 开场曲 续此幻夜奇缘矣[7]
  - 演唱：Kicco（日语：Kicco）、逢濑晶（日语：逢瀬アキラ）
  - 作词、作曲、编曲：逢濑晶
- 结尾曲 颂无尽之佳话 [1]
  - 演唱：Kicco、逢濑晶
  - 作词、作曲、编曲：逢濑晶

## 制作
《雪境迷途遇仙踪》的制作人KawausoP在作品的企划阶段，感慨“描绘人类遭遇神隐这一事件之后的生活”为题材的作品稀少，便在与其他工作人员达成共识后，将本作的主题定为“神隐”。他将故事发生的舞台设定在因积雪而闻名的虚构小镇“淡原市”，并带领开发团队前往埼玉县的川越市和千叶县香取市的佐原老街取景作为素材使用，团队采集的大量的素材让KawausoP对它们进行取舍时左右为难。本作亦是Lump of Sugar第一次将作品故事的季节设定在冬季，因此KawausoP在美术创作中试图突出白色，但白色调的百搭反而使其融入背景，这让他感受到了辛苦。
本作的原画主要由萌木原文武负责，奏奈琴（奏ナコト）和流重（流かさね）则负责创作人物的Q版风格原画。在设计女主角时，萌木原为稻白美琴设计了一套和服配黑色过膝袜的服饰搭配，并突出了她的腿部；对于高乃椎凪，萌木原则将她的的发型设计为在头部左侧的单马尾，他亦认为“作品中椎凪穿搭从校服到和服的转变，能够给玩家留下独特的印象”；他试图通过士御芦花的兽耳、三条尾巴和女仆装穿搭向玩家传达她的“可爱”，对九十九千代的刻画则集中在了她的和服与表情上。
负责监制《雪境迷途遇仙踪》的是水月纱鸟，他曾和萌木原文武一起合作推出轻小说，也曾为Lump of Sugar开发的《若叶色的四重奏》等作品编写剧本。本作的编剧团队由水濑拓未、七央結日、御厨美粟、芹、中島大河5人组成，背景音乐由新井健史、町田勇哉制作。中文版代理商HIKARI FIELD亦宣称参与了本作的企划。

## 发行
2020年6月26日，Lump of Sugar的作品《猫咪相随☆恋樱纷飞》（ねこツク、さくら。）发售。在该作品的美术集中，Lump of Sugar表示下一部作品正在开发，公布了下一作的部分角色立绘和作品故事简介，但未公开名称。12月25日，Lump of Sugar公布了作品的名称为，同时在官方网站公开了本作一名女主角的介绍动画，此后以每周一名的速度更新角色介绍动画。2021年1月29日，它公开了游戏的官方网站，并开始游戏盒装版的预约，早期进行预约的玩家可以获得角色稻白美琴的复制色纸。杂志《TECH GIAN》在2021年6月号推出了本作的特辑，该期杂志附赠一份本作的广播剧CD。盒装版在5月28日如期发售，DMM于同日推出了付费下载版。
《雪境迷途遇仙踪》日文版发行当日，HIKARI FIELD在视频网站bilibili公布了带有中文字幕的本作开场动画视频，宣布代理发行本作的简体中文和繁体中文版。本作的中文付费下载版2022年2月4日在Steam发售。

## 评价
《雪境迷途遇仙踪》在开售后登上了各大平台的美少女游戏销量排行榜——它在杂志《BugBug》和杂志《Megastore》首次登上月度排行榜时分别夺得第10位和第4位。美少女遊戲暨動漫相關商品銷售網站Getchu屋則在發售當月把首發版和豪華版兩者分開計算，兩者分別排在第5位和第15位。到了2021年全年销售量排行榜，本作的首发版在Getchu屋夺得第40位。
媒体评论员对作品普遍给出了正面评价。《BugBug》的NOV认为萌木原文武为本作绘制的原画有一种让人平静下来的独特氛围，这和剧情相得益彰；最初的剧情让他感到放松，但他通过稻白美琴的个人分支线路后，因为该线路中温馨的剧情流下了泪水；他认为九十九千代虽然是传统的大和抚子形象，但这样的形象能够凸显出她对巧斗的爱意，这种人物设定在同期发售的美少女游戏中较为少见。《二次元狂热》的苏末末则认为本作剧情和Lump of Sugar之前的相比“稳中有进”。为本作演唱主题曲的歌手逢濑晶亦在《TECH GIAN》上发表了自己的感想，她认为萌木原文武的角色设计和白色的雪景突出了女主角的魅力，剧本对于男女主感情养成的描写吸引人，相关情节亦不失严肃的场面相配。
玩家投票方面，《雪境迷途遇仙踪》在Getchu屋与当月的萌系游戏大赏月间赏中均被票选为发售当月第2佳的美少女游戏。Getchu屋亦在每年舉辦美少女遊戲大賞，讓用戶就去年發售的美少女遊戲在不同範疇的表現投票。《雪境迷途遇仙踪》在2021年美少女遊戲大賞中，獲得综合部门第12位、CG部门第9位、音樂部門第7位、开场动画部门第8位。